# Fala przyziemna
Fala przyziemna – fala elektromagnetyczna, która rozchodzi się w powietrzu przy granicy powietrze-ziemia. Fala rozchodzi się częściowo w ziemi lub wywołuje zjawiska elektromagnetyczne w ziemi wpływające na rozchodzenie się fali. Propagacja takiej fali zależy przede wszystkim od parametrów przypowierzchniowych warstw ziemi, między innymi od struktury gleby, wilgotności, temperatury i przede wszystkim od częstotliwości fali elektromagnetycznej. Grubość warstwy ziemi, jaka bierze udział w procesie propagacji, jest tym większa, im mniejsza jest częstotliwość fali.
Fala przyziemna może rozchodzić się jako:
- fala powierzchniowa – emitowana przez antenę nadawczą, umieszczoną na niewielkiej wysokości nad Ziemią, i rozchodząca się wzdłuż jej powierzchni.
- fala przestrzenna – która może mieć dwie składowe: falę bezpośrednią i falę odbitą od powierzchni Ziemi. Jeśli zarówno antena nadawcza i odbiorcza umieszczone są blisko powierzchni Ziemi, wówczas obie te składowe wzajemnie się znoszą (mają jednakowe amplitudy i przeciwne fazy) i jedyną składową fali przyziemnej jest fala powierzchniowa. Fala przestrzenna występuje głównie w zakresie fal ultrakrótkich, a przy dłuższych długościach fal przy połączeniach między Ziemią a samolotem.